# Paul Legentilhomme
Paul Legentilhomme (ur. 26 marca 1884 w Valognes, zm. 23 maja 1975 w Villefranche-sur-Mer) – francuski wojskowy, generał armii.

## Życiorys
W 1905 roku rozpoczął naukę w École spéciale militaire de Saint-Cyr, od 1907 roku służył we francuskich wojskach kolonialnych. Przydzielony do 3 tonkińskiego pułku tyralierów, w październiku 1909 roku został awansowany na stopień porucznika. Następnie służył kolejno w 10 i 2 pułku piechoty kolonialnej, w 1912 roku powrócił do Francji i rozpoczął służbę w 23 pułku piechoty kolonialnej.
W składzie tej ostatniej jednostki brał udział w I wojnie światowej i 22 sierpnia 1914 roku w Neufchâteau został wzięty do niewoli niemieckiej. W listopadzie 1918 roku został zwolniony z niewoli i powrócił do Francji. W 1919 roku rozpoczął studia w École de guerre w Paryżu, a następnie powrócił do Tonkinu. W 1924 roku został awansowany na dowódcę batalionu. W 1926 roku został wysłany do Madagaskaru jako szef sztabu naczelnego dowódcy tamtejszych wojsk, dwa lata później powrócił do Tonkinu. W 1929 roku został podpułkownikiem i mianowano go szefem sztabu 3 dywizji piechoty kolonialnej.
Od 1934 roku dowodził 4 pułkiem tyralierów w Senegalu, a w 1937 roku został mianowany zastępcą komendanta École spéciale militaire de Saint-Cyr. W 1938 roku został generałem brygady. Od stycznia 1939 roku był dowódcą wojsk francuskich w Somali Francuskim. W czerwcu 1940 roku w Dżibuti wydał rozkaz potępiający rozejm w Compiègne i ogłosił zamiar kontynuowania walki u boku Wielkiej Brytanii. Wraz z pułkownikiem Edgardem de Larminatem próbował przekonać administrację Somali Francuskiego do dołączenia do Wolnych Francuzów, ich starania nie przyniosły jednak efektu.
22 lipca 1940 roku odebrano mu dowództwo, a 2 sierpnia opuścił Somali by dołączyć do generała Charles’a de Gaulle’a w Londynie, gdzie przybył 31 października. Na mocy dekretu Rządu Vichy został następnie pozbawiony francuskiego obywatelstwa. W styczniu 1941 roku awansowany na stopień generała dywizji i został mianowany dowódcą wojsk francuskich w Sudanie i Erytrei. W 1941 roku był współorganizatorem 1 Dywizji Wolnych Francuzów i następnie jako jej dowódca brał udział w operacji Exporter, podczas której w wyniku bombardowania został ranny w ramię.
24 września 1941 roku został mianowany komisarzem wojny Francuskiego Komitetu Narodowego, a następnego dnia został w zaocznie skazany na śmierć przez trybunał wojskowy Vichy w Gannat. We wrześniu 1942 roku został odznaczony Orderem Wyzwolenia. W grudniu 1942 roku został mianowany gubernatorem Madagaskaru i wysokim komisarzem francuskich posiadłości na Oceanie Indyjskim, funkcje te pełnił do 5 maja 1943 roku.
5 sierpnia 1943 roku został zastępcą komisarza ds. obrony, a od października tego samego roku pełnił funkcje komisarza ds. obrony Francuskiego Komitetu Wyzwolenia Narodowego. Od czerwca 1944 roku dowodził 3. okręgiem wojskowym w Rouen, a od lipca 1945 roku zastąpił generała Marie Pierre Kœniga na stanowisku gubernatora wojskowego Paryża.
W 1947 roku został awansowany na stopień generała armii i przeszedł na emeryturę. Od 1950 roku był doradcą François Mitterranda w ministerstwie ds. terytoriów zamorskich i ministerstwie stanu.

## Odznaczenia
Odznaczony następującymi odznaczeniami:
- Krzyż Wielki Legii Honorowej
- Order Wyzwolenia (1942)
- Medal Wojskowy (1960)
- Krzyż Wojenny 1914–1918
- Krzyż Wojenny 1939–1945
- Kawaler Orderu Smoka Annamu
- Krzyż Wielki Orderu Kambodży
- Komandor Orderu Gwiazdy Anjouan
- Wielki Oficer Orderu Gwiazdy Czarnej
- Komandor Orderu Łaźni (Wielka Brytania)
- Komandor Legii Zasługi (Stany Zjednoczone)
- Wielki Oficer Orderu Korony (Belgia)
- Krzyż Wojenny (Bielga)
- Wielki Oficer Orderu Lwa Białego (Czechosłowacja)
- Krzyż Kawalerski Orderu Virtuti Militari (Polska)